# Рыков, Василий Иванович
Василий Иванович Рыков (5 марта 1829, Кронштадт — 27 ноября 1880, Санкт-Петербург) — контр-адмирал Российского императорского флота, участник Синопского сражения, внёс вклад в освоение Дальнего Востока России.

## Служба
Учился в Морском Кадетском Корпусе в Санкт-Петербурге. 5 марта 1844 года Василий Рыков произведен в гардемарины. В 1846 году проходил морскую практику на фрегатах «Церера» и «Константин» в Балтийском море. В 1847 году на фрегате «Цесаревич» ходил в Северное море. 18 августа 1847 года произведён в чин мичмана. В 1848 году на корабле «Россия» крейсировал у берегов Курляндии и Семигалии. В 1849 году ходил в плавание по портам Финского залива на корвете «Наварин». В 1850 году и в 1851 году вновь на корабле «Россия» крейсировал на Балтике.
30 марта 1852 года с производством в лейтенанты отправлен на пароходо-фрегате «Смелый» в плавание из Кронштадта в Свинемюнде по портам Финского залива. Далее переведён на Черноморский флот. Во время Крымской войны 1853—1856 годов на фрегате «Кагул» (командир капитан-лейтенант Спицын А. П.) принял участие в Синопском сражении, командуя деками (артиллерийскими палубами). В ходе сражения перевёз с турецкого флагмана «Ауни-Аллах» на свой корабль тяжело раненого турецкого адмирала Осман-Пашу, которого бросили на тонущем корабле собственные моряки. Когда русские моряки оказали помощь, то он сказал: «Я почти без памяти пролежал всю ночь в луже воды. Наши негодяи украли мою сумку и сундук. А ваш офицер, взяв меня в плен, дал мне своё пальто. Куда уж нам, туркам, сражаться с такими храбрыми и бравыми русскими моряками….». За пленение турецкого адмирала и проявленное мужество и благородство в ходе сражения Василий Иванович был награждён орденом Святой Анны 4-й степени с надписью «За храбрость», который вручил ему лично адмирал П. С. Нахимов.
В 1854 году назначен командиром канонерской лодки № 15 Дунайской флотилии.
С 1856 года по 1861 год служил на Балтийском флоте. Сначала проходил службу в Кронштадте на брандвахтенном корвете «Князь Варшавский» (командир И. Н. Стромилов), далее в 1857 году в Ревеле на учебно-артиллерийском корабле «Прохор», где в чине мичмана служил его младший брат Павел, затем в 1858 году в Кронштадте на винтовом фрегате «Илья Муромец». Позже получил под командование канонерскую лодку «Туча» и ходил по Финскому заливу, а с 1861 года по Балтийскому морю на фрегате «Пересвет».
1 января 1862 года Василий Иванович произведён в капитан-лейтенанты с переводом в Сибирскую флотилию. В 1863 году назначен командиром винтовой шхуны «Восток». В 1864 году награждён орденом Святой Анны 3-й степени, переведён командиром на шхуну «Гонец», в этом же году получил под командование транспорт «Японец», которым командовал до 1869 года. 17 августа 1868 года Василия Ивановича назначили презусом (председателем) Комиссии военного суда в портах Восточного океана. В ходе службы на Дальнем Востоке России Василий Рыков внёс большой вклад в освоение побережья Охотского и Японского морей, командуя кораблями в ходе гидрографических экспедиций. Участвовал в строительстве порта Владивосток.
1 января 1871 года произведён в чин капитана 2-го ранга с увольнением с должности презуса и возвращением в ряды Балтийского флота. В 1873 году награждён орденом Святого Владимира 4-й степени с бантом за выслугу 25-ти лет в офицерских чинах. 8 апреля этого же года произведён в чин капитана 1-го ранга с переводом в 8-й флотский экипаж. Также ему была назначена ежегодная пенсия в размере 450 рублей за 10-лет службы на Амуре.
В 1874 году Василий Иванович командирован в Вологодскую губернию для набора новобранцев в Российский Императорский флот. 25 июня 1879 года произведён в чин контр-адмирала с последующим увольнением со службы по состоянию здоровья.
Василий Иванович также являлся кавалером ордена Святого Равноапостольного Князя Владимира (учреждён 22 сентября 1782 года императрицей Екатериной II).
Скончался Василий Иванович Рыков 27 ноября 1880 года в Санкт-Петербурге, похоронен на Митрофаньевском кладбище, но позже перезахоронен в семейном захоронении на Новодевичьем кладбище Санкт-Петербурга.

## Семья
Род Рыковых владел деревнями: Нестерево, Новосёлки, Луговино, пустошь Вещаничина, Кухарево Рославльского уезда.
- Отец — Иван Васильевич Рыков[8]
- Мать — Анна Осиповна Рыкова
  - Брат — Николай Иванович Рыков
  - Брат — Пётр Иванович Рыков
  - Брат — Павел Иванович Рыков
  - Брат — Сергей Иванович Рыков
    - Жена — Екатерина Вениаминовна Рыкова (англичанка, урожденная Бидол)
      - Дочь — Софья Васильевна Рыкова

## Память
Его именем назван входной мыс в заливе Де-Кастри (ныне залив Чихачёва), который был обследован с транспорта «Японец» во время экспедиции 1865 года.